# Frederick W. M. Holliday

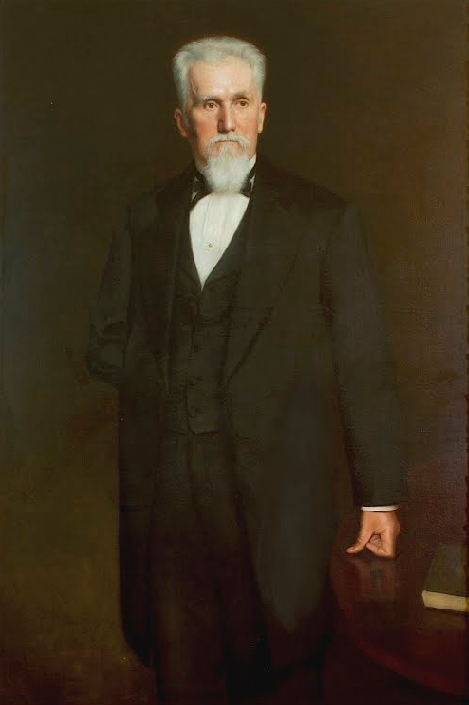
Frederick W. M. Holliday

Frederick William Mackey Holliday (* 22. Februar 1828 in Winchester, Virginia; † 29. Mai 1899) war ein US-amerikanischer Politiker und von 1878 bis 1882 Gouverneur des Bundesstaates Virginia. Außerdem vertrat er seinen Bundesstaat im Kongress der Konföderierten Staaten.

## Frühe Jahre
Frederick Holliday besuchte nach der Winchester Academy bis 1847 die Yale University. Dort promovierte er in den Fächern Philosophie und Politik. Danach studierte er an der juristischen Fakultät der University of Virginia Jura. Anschließend wurde er Bezirksstaatsanwalt für das Frederick County.

## Holliday im Amerikanischen Bürgerkrieg
Holliday war ein Anhänger der Konföderation und trat bei Ausbruch des Bürgerkriegs in deren Armee ein. Er wurde Colonel einer Infanterie-Einheit aus Virginia, die der sogenannten Stonewall-Brigade unterstellt war. Während des Krieges verlor er in der Schlacht am Cedar Mountain seinen rechten Arm. Daraufhin musste er am 1. März 1864 den Militärdienst aufgeben. Danach wurde er in das Repräsentantenhaus des 2. Konföderiertenkongresses gewählt, in dem er bis zum Ende des Krieges verblieb.

## Politische Laufbahn
Nach dem Krieg war Holliday zunächst als Rechtsanwalt tätig. Im Jahr 1876 vertrat er den Staat Virginia auf der Jahrhundertausstellung in Philadelphia. Im Jahr 1877 wurde er als Kandidat der Demokratischen Partei zum neuen Gouverneur seines Staates gewählt. Dieses Amt übte er zwischen dem 1. Januar 1878 und dem 1. Januar 1882 aus. Gleich bei seiner Amtseinführung brach er mit der Tradition der bescheidenen Einführungszeremonien, wie sie bisher in Virginia üblich waren: Es gab Paraden, Musikkapellen, Salutschüsse und eine Antrittsrede vor mehreren zehntausend Zuhörern. Seine nun folgende Amtszeit verlief unspektakulär und ohne besondere Vorkommnisse.

## Weiterer Lebenslauf
Nach dem Ende seiner Amtszeit trat er eine Weltreise an, auf der er viele Nationen besuchte. Politische Ämter hat er keine mehr ausgeübt. Frederick Holliday war zweimal verheiratet. Er starb am 29. Mai 1899 und wurde in Winchester beigesetzt.